# Quintin Brand
El Vicemariscal de l'Aire Sir Christopher Joseph Quintin Brand KBE DSC MC DFC (25 de maig de 1893 – 7 de març de 1968) va ser un oficial sud-africà de la Royal Air Force.

## Biografia
Brand va néixer a prop de Kimberley, (Sud-àfrica), fill d'un inspector de la policia de Johannesburg. S'uní a la Força de Defensa de Sud-àfrica el 1913.
Durant els anys 1914-15, continuà el seu servei a la Força de Defensa de Sud-àfrica. El 1915 viatjà a Anglaterra, on va ser destinat al Royal Flying Corps. Va aprendre a volar, rebent el 30 de març de 1916 el Certificat del Royal Aero Club n. 3.949. Durant la I Guerra Mundial, volà amb Nieuport 17, servint a França al 1r Esquadró del RFC com a Comandant de Vol abans de tornar a Anglaterra. El 1918 esdevingué comandant del recent format 151è Esquadró. Era un esquadró de caces nocturns, equipats amb Sopwith Camels específicament modificats. L'esquadró va abatre 26 bombarders Gotha, dels quals Brand n'abaté 4. Entre 1917 i 1918 reclamà un total de 12 victòries (7 amb el 1r Esquadró, 5 amb el 151è i 1 amb el 112è, sent condecorat amb la Creu dels Vols Distingits.

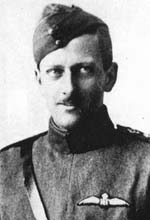
Lt. Christopher Quintin Brand, No 1 RFC, c. 1917

El 1920, The Times oferí un premi de £10.000 per al primer pilot que volés de Londres a Ciutat del Cap (Sud-àfrica). El General Smuts volia que fos un pilot sud-africà qui guanyés, i autoritzà l'adquisició d'un Vickers Vimy, G-UABA anomenat Silver Queen, a un cost de £4.500. Els pilots tinent coronel Pierre van Ryneveld (comandant) i el capità Quintin Brand (co-pilot) van formar la tripulació.
Van enlairar-se de Brooklands el 4 de febrer de 1920, aterrant a Heliopolis (Cairo), però en el vol fins a Wadi Halfa van haver d'aterrar per problemes de sobreescalfament al motor a falta d'uns 100 km. La parella va llogar un altre Vimy a Heliopolis, continuant fins a Bulawayo, a Rhodèsia del Sud, on l'avió va patir danys greus en enlairar-se; i van Rynevald i Brand van llogar un Airco DH.9 per continuar el viatge fins a Ciutat del Cap. Encara que van ser desqualificats, el govern sud-africà els premià amb £5,000 a cadascun. Tots dos van rebre l'Orde de l'Imperi Britànic el 1920 per la seva temptativa.
Entre 1925 i 1927, Brand va ser Oficial Tècnic Superior al Royal Aircraft Establishment, Farnborough. El 1929, va ser destinat a Abu Qir (Aboukir), Egipte, sent posteriorment nomenat Director General de l'Aviació a Egipte entre 1932 i 1936.
Durant la Segona Guerra Mundial, Brand va ser comandant del Grup 10, responsable de la defensa del sud-oest d'Anglaterra i del sud de Gal·les. Es mostrà un ferm defensor del Vice-mariscal Keith Park, advocant per l'ús de petits grups de caces, ràpidament desplegats per interceptar els atacs de la Luftwaffe. Posteriorment esdevindria comandant del Grup 20 d'entrenament. En retirar-se el 6 de novembre de 1943, tenia el rang de Vicemariscal de l'Aire.
Després de retirar-se de l'Exèrcit, Brand es casà amb Mildred Vaughan el 1943. S'havia casat amb la seva germana Marie el 1920, però aquesta havia mort el 1941. Els Brands van viure a Surrey fins al 1950, quan es mudaren a Rhodèsia del Sud. Quintin Brand va morir el 7 de març de 1968.

## Historial

### Dates de promoció

#### Exèrcit
- Tinent de 2a: 15 de març de 1916
- Capità: 15 de febrer de 1917
- Major: 13 de febrer de 1918

#### RAF
- Capità: 1 d'abril de 1918
- Major: 19 d'abril de 1918
- Tinent de Vol: 1 d'agost de 1919
- Cap d'Esquadró: 1 de gener de 1922
- Comandant d'Ala: 1 de juliol de 1929
- Capità de Grup: 1 de juliol de 1935
- Comodor de l'Aire: 1 de novembre de 1938
- Vicemariscal de l'Aire: 15 de juny de 1940

### Condecoracions
- Cavaller Comandant de l'Imperi Britànic – 14 de maig de 1920[9]
- Orde del Servei Distingit – 31 de maig de 1918[10]
- Creu Militar – 27 d'abril de 1917[11]
- Estrella de 1914-15
- Medalla Britànica de la Guerra 1914-20
- Medalla de la Victòria 1914-1918
- Estrella de 1939-45 amb Roseta
- Medalla de la Guerra 1939-1945
- Orde d'Ismail (Egipte)